# الخاور (حرض)

تعديل مصدري - تعديل

الخاور هي إحدى قرى عزلة الفج بمديرية حرض التابعة لمحافظة حجة، بلغ تعداد سكانها 416 نسمة حسب تعداد اليمن لعام 2004.